# Bildstock (Großhaslach)

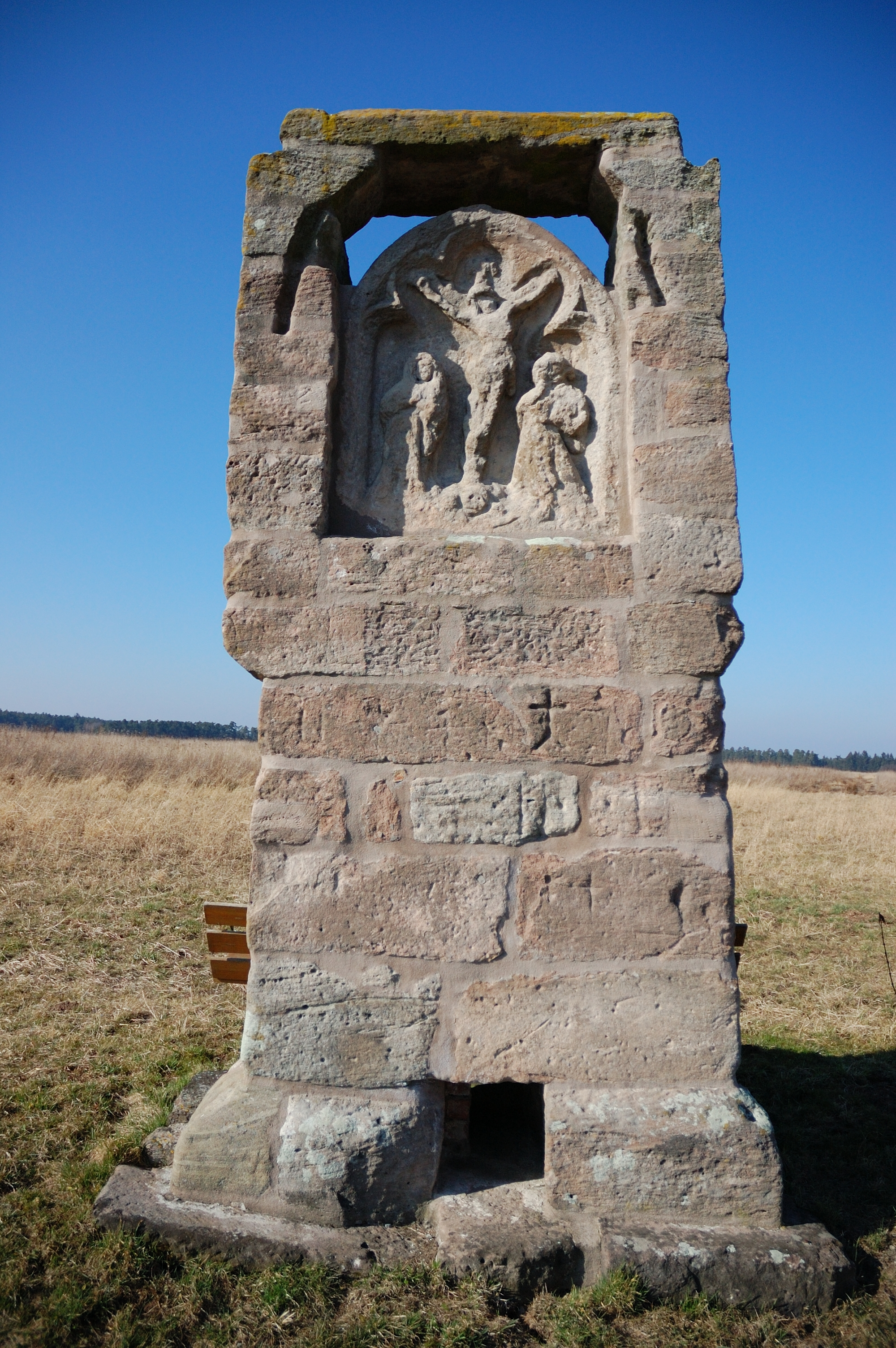
Bildstock in Großhaslach

Der Bildstock in Großhaslach, einem Gemeindeteil von Petersaurach im mittelfränkischen Landkreis Ansbach in Bayern, wurde wohl im 15. Jahrhundert errichtet. Der Bildstock am Weg nach Ketteldorf ist ein geschütztes Baudenkmal. Er wird umgangssprachlich als „die Marter“ bezeichnet.
Der Bildstock besteht aus einer Stele aus Sandsteinquadern mit einem Sandsteinrelief der Kreuzigung Christi mit Maria und Johannes.